# An Thọ, An Lão (Hải Phòng)
An Thọ là một xã thuộc huyện An Lão, thành phố Hải Phòng, Việt Nam.
Xã An Thọ có diện tích 5,66 km², dân số năm 1999 là 5451 người, mật độ dân số đạt 963 người/km².
An Thọ có 9 thôn: Hòa Bình, Độc Lập, Hạnh Thị, Văn Khê, Nam Sơn I, Nam Sơn II, Trần Thành, Cao Minh, Khởi Nghĩa
An Thọ có 4 làng: Đông Hạnh, Đại Phương Lang, Văn Khê và Cao Mật
An Thọ có  2 trường học là Mầm Non An Thọ và trường Tiểu học và THCS Lê Khắc Cẩn ( mang tên tiến sĩ, nhà thơ yêu nước, song nguyên hoàng giáp thời nhà Nguyễn, người làng Hạnh Thị xã An Thọ)
An Thọ có đền thờ Tiến sĩ Lê Khắc Cẩn
An Thọ có nhà thờ Văn Khê được xây dựng năm 1929
An Thọ có chùa Phúc Bì ở làng Đông Hạnh
chùa Đại Quang tại làng Đại, Chùa Cao Minh tại làng Cao Mật, và chùa tại làng Văn Khê

## Ẩm thực
An Thọ có món đặc sản: Nem chua An Thọ làm từ thịt lợn tươi, được lên men tự nhiên sau 1- 3 ngày tùy thời tiết theo mùa, sau đó bảo quản lạnh trong thời gian 1 tháng,  được nhiều người ưa thích, ngon, dễ ăn, dễ chế biến, dễ làm, đảm bảo an toàn..